# Räserbajs
Räserbajs är ett svenskt trallpunkband från Alingsås som startade 1991 och slutade 1997. Deras enda album Noppriga tights och moonboots kom ut 1995. Deras texter är ibland infantilt snuskiga, ibland politiska eller samhällsobserverande.

## Historia
Räserbajs historia började 1990 eller 1991 när Erik Hjortstam och Rickard Stark började i samma klass och startade ett band. Deras plan var att spela Trazan & Banarne-covers, och kanske göra en dagisturné eller två. Hjortstam gillade serietidningen Pyton och dess "sjuka" humor, och bandnamnet Räserbajs föddes ur detta. De gav ut demokassetten Klass mot klass och åkte runt och spelade. 1994 spelade man bland annat på endagarsfestivalen "Alingsåsrocken" på Lövekulle i Alingsås (där även bland andra stora svenska punkband som Dia Psalma och Brainpool uppträdde). 1995 uppträdde man på Pampasscenen på Hultsfredsfestivalen inför uppskattningsvis 3000 personer.
1992 gavs deras första EP ut, den fyra låtar långa sjutummaren Drömmen om EG. Den gavs först ut på bandets egen etikett, Öronvax records, men trycktes sedan även upp på Kamel som är ett underbolag till Birdnest. Kamel skapades faktiskt på grund av Räserbajs. 1993 gavs den andra skivan ut, singeln Hår på bröstet. Nu blev det bara två låtar, "Spriten räddade oss från sporten" och b-sidan "Sossarnas fel". Under 1994 gav bandets båda CD-singlar Fina flickor och Jag, legend ut. På låten Fina Flickor medverkade Sussie Persson med sång.
Under 1995 gav Räserbajs ut sitt enda CD-album, Noppriga tights och moonboots. 1996 fortsatte spelandet, bland annat gjorde de en turné där de kompade Mart Hällgren när han spelade som Total Egon, och 1997 gjorde Räserbajs sin sista spelning på festivalen Mera Hitlåtar, som befann sig ett par mil söder om Stockholm, i Handen.
Deras enda musikvideo spelades in 1996 och var till låten "Jag, legend". Videon spelades in med hjälp av dåvarande mediaelever och är bland annat inspelad i det numera nedrivna bryggeriet i Alingsås.
Den 17 augusti 2018 släppte Räserbajs "Hår på Bröstet"-singeln på Spotify (en tidig inspelning av "Spriten Räddade Mig Från Sporten" samt b-sidan "Sossarnas Fel"). Dessförinnan hade enbart fullängdaren funnits tillgänglig. Senare släpptes även deras första singel "Drömmen om EG" på Spotify, innehållandes låtarna "Kollektiv Avrättning" (tidigare inspelning, inte samma som på fullängdaren), "Drömmen om EG", "Klass mot Klass" (nyinspelning av titelspåret från demon) samt "... Det Som Sker".

### Medlemmar
- Rikard Stark (sång, gitarr)
- Erik Hjortstam (elbas, sång)
- Martin Gustavsson (gitarr, sång)
- Tobias Wiik (trummor, sång) 1995–1997

### Tidigare medlemmar
- Joakim Levin (trummor, sång) 1990, 1993–1995 (efter skivsläppet)
- Joel Nadolski (trummor) 1991-1993
- Daniel Levin (gitarr) 1990

## Diskografi

### Album
| År   | Album                         |
| ---- | ----------------------------- |
| 1995 | Noppriga tights och moonboots |

### Kasett
| År   | Titel                    |
| ---- | ------------------------ |
| 1991 | Klass mot klass (kasett) |

### Singlar
| År   | Singel         |
| ---- | -------------- |
| 1992 | Drömmen om EG  |
| 1993 | Hår på bröstet |
| 1994 | Fina flickor   |
| 1994 | Jag, legend    |

### Medverkan på samlingsskivor
| År   | Titel                                | Låtar av Räserbajs                                                         |
| ---- | ------------------------------------ | -------------------------------------------------------------------------- |
| 1992 | Really Fast Vol. 7                   | "Vem Lukta Illa?", "Bärs, Booze Och Hemorojder"                            |
| 1992 | Punk Mot Nazismen                    | "Kollektiv avrättning", "Klass Mot Klass", "EG-Oister"                     |
| 1993 | Det Luktar Skit                      | "Finniga Marie-Louise"                                                     |
| 1993 | På Gott Å Ont                        | "Kungar Å Knektar", "Köttmarknaden"                                        |
| 1994 | Jubileumsrock 1994 – Alingsås 375 år | "Kollektiv Avrättning", "Spriten Räddade Mej Från Sporten", "Fina Flickor" |
| 1994 | Definitivt 50 Spänn Tre              | "Fina Flickor"                                                             |
| 1995 | Röjarskivan                          | "Spriten Räddade Oss Från Sporten"                                         |
| 1995 | Definitivt Femti Spenn               | "Fina Flickor"                                                             |
| 1995 | Definitivt 50 Spänn IV               | "Alinge Texas"                                                             |
| 1998 | Definitivt The Greatest Hits ...     | "Fina Flickor"                                                             |
| 1999 | Where the Wilder Things Are          | "Fina Flickor"                                                             |
| 2003 | Delirium Tremens – Samlings CD       | "Klass Mot Klass"                                                          |

## Coverinspelningar
År 2008 spela punkbandet Varnagel från Bromma in en cover på låten Alinge Texas som släpptes på deras album Sista Biten 2002-2008.